# Бада (Иркутская область)
Бада — деревня в Братском районе Иркутской области России. Входит в состав Тангуйского муниципального образования. Находится на берегу залива Бада Братского водохранилища, примерно в 82 км к юго-юго-западу (SSW) от районного центра, города Братска.

## Население
По данным Всероссийской переписи, в 2010 году численность населения деревни составляла 238 человек (124 мужчины и 114 женщин).
| 2002 | 2010 | 2011 | 2012 |
| ---- | ---- | ---- | ---- |
| 247  | ↘238 | ↘237 | ↗241 |

## Улицы
Уличная сеть деревни состоит из 4 улиц и 1 переулка.